# NGC 5336
NGC 5336 este o galaxie spirală situată în constelația Câinii de Vânătoare. A fost descoperită în 9 aprilie 1787 de către William Herschel. Se află la o distanță de 37,1 de megaparseci de Pământ.